# إسراء جوندار
إسراء جوندار (بالتركية: Esra Gündar) مواليد 23 مايو 1980 في أنقرة، هي لاعبة كرة يد تركية تلعب كجناح أيسر. حققت المركز الثاني في كرة اليد في ألعاب البحر الأبيض المتوسط 2009.

## الميداليات
| الميدالية | المسابقة                                    |
| --------- | ------------------------------------------- |
| فضية      | كرة اليد في ألعاب البحر الأبيض المتوسط 2009 |